# Contre-surveillance
 (octobre 2023).
Si vous disposez d'ouvrages ou d'articles de référence ou si vous connaissez des sites web de qualité traitant du thème abordé ici, merci de compléter l'article en donnant les références utiles à sa vérifiabilité et en les liant à la section « Notes et références ».
La contre-surveillance est l'ensemble des mesures et techniques visant à empêcher la surveillance. La contre-surveillance inclut des méthodes électroniques tel que la détection d'appareils de surveillance (dispositifs d'écoute et caméras). Le plus souvent la contre-surveillance inclut un ensemble d'actions (contre-mesures) qui permettent de réduire les risques de surveillance.